# 潘奕藻
潘奕藻（1744年—1815年），字思质，号畏堂，江苏吴县（今苏州市）人，祖籍安徽歙縣，清朝政治人物。

## 生平
乾隆四十九年（1784年），潘奕藻中式甲辰科三甲17名进士，授官刑部主事，官至郎中，其精于律法，对冤狱多有平反。乾隆五十三年（1788年）主湖南乡试，随即告病回乡。家居二十余年，与兄弟“琴尊山水，出入必偕”。嘉庆二十年（1815年）卒于家。中国国家图书馆藏有其嘉庆二十一年序刻本《听雨楼诗稿》八卷。

## 家族
父潘冕，候选布政司理问。潘冕生三子：奕隽、奕藻、奕基。